# Hebes Chasma
Hebes Chasma és una estructura geològica del tipus chasma a la superfície de Mart, situada amb el sistema de coordenades planetocèntriques a 0.15 ° de latitud N i 286.7 ° de longitud E. Fa 316.74 km de diàmetre. El nom va ser fet oficial per la UAI l'any 1973 i pren el nom d'una característica d'albedo.